# Saint-Leu-d'Esserent
Saint-Leu-d'Esserent est une commune française de 4 576 habitants au dernier recensement de 2022, située dans le département de l'Oise, en région Hauts-de-France.

## Géographie

### Localisation
La ville est située sur la rive droite de l'Oise, à 6 km au sud de Creil, à 3 km de Chantilly et 12 km environ à l'ouest de Senlis.

### Communes limitrophes
| Maysel Cramoisy                             | Thiverny             | Montataire    |
| Villers-sous-Saint-Leu Blaincourt-lès-Précy | Saint-Leu-d'Esserent | Saint-Maximin |
| Précy-sur-Oise                              | Gouvieux             |               |

### Topographie et géologie
La pierre de Saint-Leu, utilisée abondamment dans les monuments de Paris, tire son nom de cette commune où elle fut exploitée depuis le Moyen Âge.

### Hydrographie
La commune est située dans le bassin Seine-Normandie. Elle est drainée par le Thérain, la Nonette, la dérivation de Creil et le fossé 01 de la commune de Saint-Leu-D'Esserent,,.
L'Oise prend sa source en Belgique, à 309 mètres d'altitude, dans l'ancienne commune de Forges et se jette dans la Seine à 20 mètres d'altitude, au Pointil en rive droite et en aval du centre de Conflans-Sainte-Honorine dans le département des Yvelines. D'une longueur 341 kilomètres, elle est presque entièrement navigable et bordée de canaux sur 104 kilomètres. 
Le Thérain, d'une longueur de 94 km, prend sa source dans la commune de Gaillefontaine et se jette  dans l'Oise sur la commune, après avoir traversé 43 communes. 
La Nonette, d'une longueur de 40 km, prend sa source dans la commune de Nanteuil-le-Haudouin et se jette  dans l'Oise sur la commune, après avoir traversé 14 communes. 

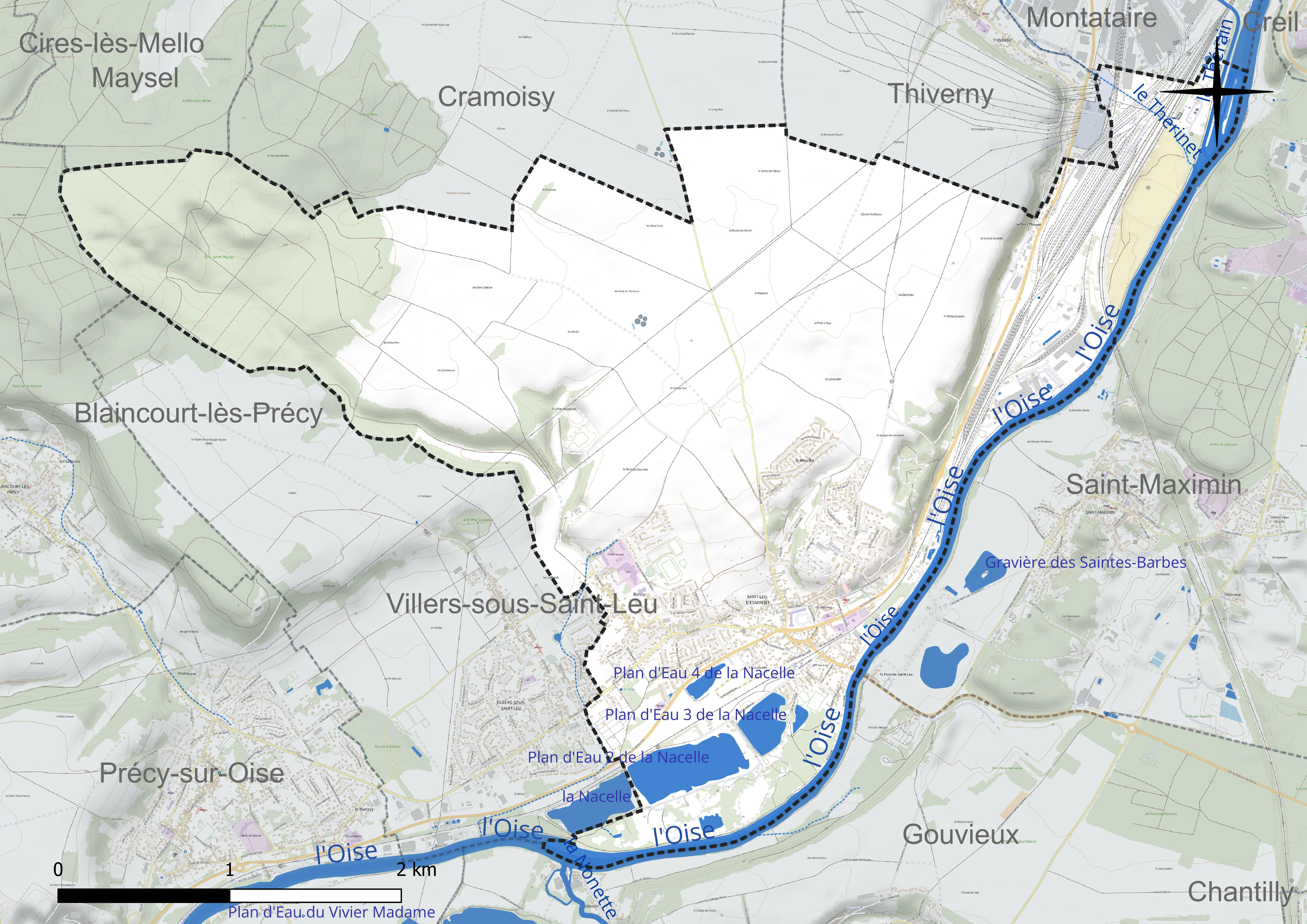
Réseau hydrographique de Saint-Leu-d'Esserent.

Quatre plans d'eau complètent le réseau hydrographique : la Nacelle, d'une superficie totale de 8,7 ha (0,2 ha sur la commune), le plan d'eau 2 de la Nacelle (16,1 ha), le plan d'eau 3 de la Nacelle (6,1 ha) et le plan d'eau 4 de la Nacelle (1,8 ha),.

### Climat
Pour des articles plus généraux, voir Climat des Hauts-de-France et Climat de l'Oise.
En 2010, le climat de la commune est de type climat océanique dégradé des plaines du Centre et du Nord, selon une étude du CNRS s'appuyant sur une série de données couvrant la période 1971-2000. En 2020, Météo-France publie une typologie des climats de la France métropolitaine dans laquelle la commune est dans une zone de transition entre le climat océanique et le climat océanique altéré et est dans une zone de transition entre les régions climatiques « Sud-ouest du bassin Parisien » et « Nord-est du bassin Parisien ». 
Pour la période 1971-2000, la température annuelle moyenne est de 11,2 °C, avec une amplitude thermique annuelle de 14,7 °C. Le cumul annuel moyen de précipitations est de 660 mm, avec 10,9 jours de précipitations en janvier et 7,6 jours en juillet. Pour la période 1991-2020, la température moyenne annuelle observée sur la station météorologique la plus proche, située sur la commune de Creil à 6 km à vol d'oiseau, est de 11,2 °C et le cumul annuel moyen de précipitations est de 662,2 mm,. Pour l'avenir, les paramètres climatiques de la commune estimés pour 2050 selon différents scénarios d'émission de gaz à effet de serre sont consultables sur un site dédié publié par Météo-France en novembre 2022.

## Urbanisme

### Typologie
Au 1er janvier 2024, Saint-Leu-d'Esserent est catégorisée ceinture urbaine, selon la nouvelle grille communale de densité à sept niveaux définie par l'Insee en 2022.
Elle appartient à l'unité urbaine de Creil, une agglomération intra-départementale regroupant 23  communes, dont elle est une commune de la banlieue,,. Par ailleurs la commune fait partie de l'aire d'attraction de Paris, dont elle est une commune de la couronne,. 

### Occupation des sols
L'occupation des sols de la commune, telle qu'elle ressort de la base de données européenne d'occupation biophysique des sols Corine Land Cover (CLC), est marquée par l'importance des territoires agricoles (44,4 % en 2018), en diminution par rapport à 1990 (46,3 %). La répartition détaillée en 2018 est la suivante :
terres arables (44,4 %), forêts (18 %), zones urbanisées (15,1 %), zones industrielles ou commerciales et réseaux de communication (7,3 %), espaces verts artificialisés, non agricoles (7 %), milieux à végétation arbustive et/ou herbacée (4,5 %), eaux continentales (3,8 %). L'évolution de l'occupation des sols de la commune et de ses infrastructures peut être observée sur les différentes représentations cartographiques du territoire : la carte de Cassini (XVIIIe siècle), la carte d'état-major (1820-1866) et les cartes ou photos aériennes de l'IGN pour la période actuelle (1950 à aujourd'hui).

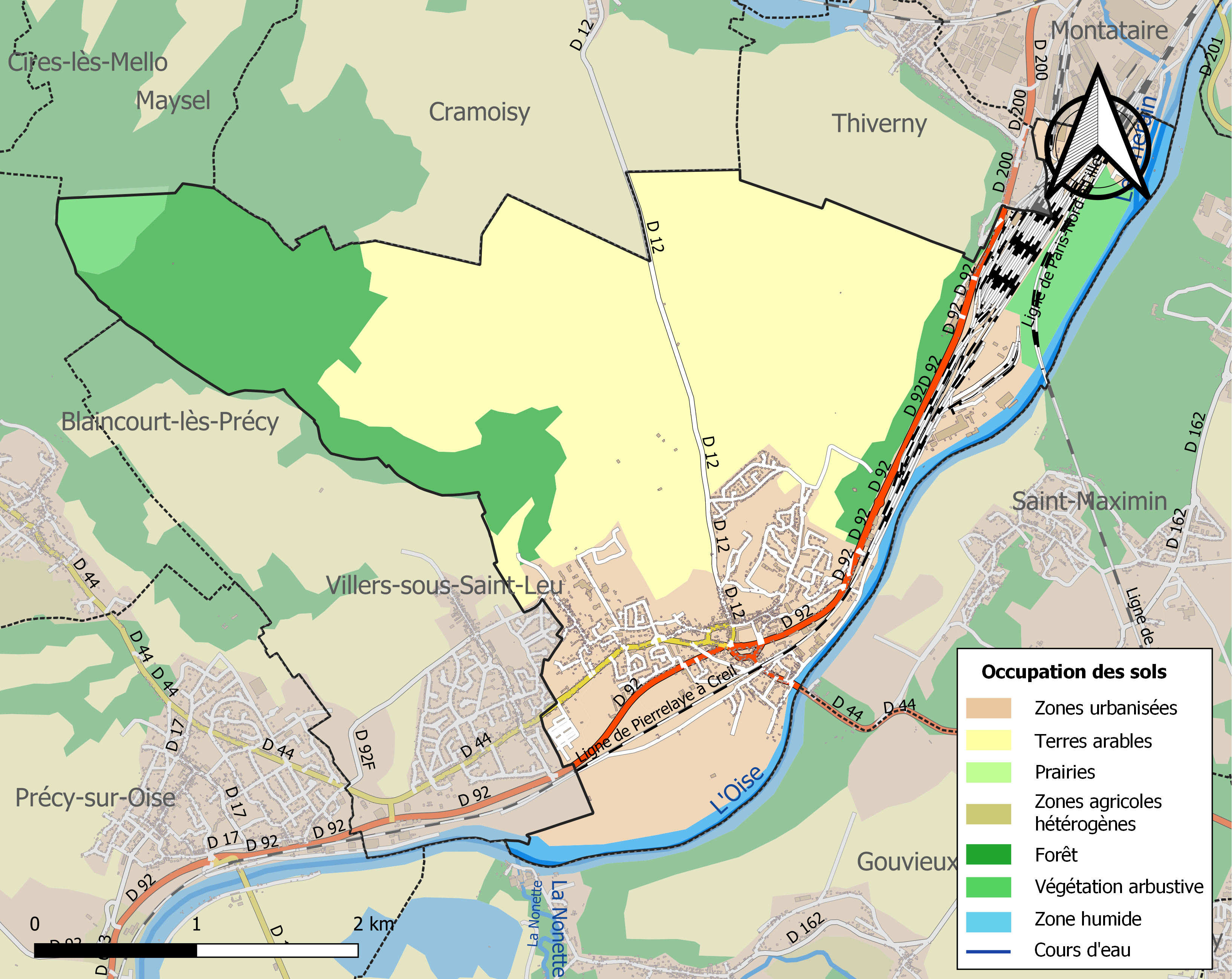
Carte des infrastructures et de l'occupation des sols de la commune en 2018 (CLC).

### Voies de communication et transports
Saint-Leu-d'Esserent se trouve sur la ligne SNCF Pontoise - Creil (gare avec billetterie automatique). La commune est au croisement entre la route D 44 (axe Beauvais-Creil) et la D 92 (axe Noailles-Vineuil). Un pont sur l'Oise relie la ville à Chantilly par la D 44.
La commune est également desservie, en 2023, par les lignes D, E, F et S1 du réseau urbain AXO. Les services de transport à la demande AXO+3 et AXO+4 complètent la desserte. Les lignes 635, 649, 6203, 6206 et 6243 du réseau interurbain de l'Oise desservent la commune.

## Toponymie
Le nom de la localité est attesté sous les formes quod ecclesiam de Hescerent (1081) ; in villa de Hescerent (1081) ; villa quae dicitur Esserens (1081) ; ecclesie beati Lupi (1081) ; Sto Lupo Hesceranensi (vers 1107) ; ecclesie Sancti Lupi de Hescerento (vers 1107) ; Sti Lupi de ascerano (vers 1140) ; sancti Lupi de Escherento (vers 1145) ; beati Lupi de Hescerento (vers 1145) ; Hescerens (vers 1150) ; apud Sanctum Lupum de Serrento (vers 1157) ; ecclesia de Hescerent (vers 1160) ; Beati Lupi de Hescerenz (1173) ; ecclesia sancti Lupi descerenz (1173) ;  monasterio beati Lupi de Ascerento (1176) ; Ercelens (1181) ; Sancti Lupi de Hescerent (1195) ; ecclesie beati Lupi des Cherens (1239) ; a priore et monachis de Cerenz (1249) ; S. Lupi d'Escherent (1253) ; Escerum (1256) ; leglise de monseignor seint Leu (1263) ; Escerantum (1264) ; Sti Lupi de Serento (1265) ; apud Sanctum Lupum de Cherens (1266) ; Sti Lupi de Esscerento (1269) ; conventus de Sancto Lupo in Esserento (1269) ; Saint Leu de Cerenz (1288) ; conventus Si Lupi de Serento (1310) ; de Sancto Luppo Cerenti (1312) ; Saint loup de Escerente (1323) ; Sus Lupus de Esserento (1330) ; S. Leu des Cerens (1335) ; Saint Leu de Serens (1349) ; Sancti Lupi de Serens (1359) ; Saint leu de serens (1362) ; Saint Loup de Serens (1446) ; Saint Leup de Serens (1465) ; Saint Leu sur Oise (1485) ; sainct leu desserens (1493) ; Saint Leu de Cerens (XVe) ; prior Si Lupi de Hesserento (XVe) ; prioratus Si Lupi de Asserento ad Isaram Belvacensis diocesis (XVe) ; Saint Leu de Serrans (1506) ; Sainct Leu d'Esserens (1539) ; sancti lupi de esserento (1539) ; St Leu de Serans (1667) ; Esserens sur Oyse (XVIIe) ; S. Leu d'Esserens (XVIIe) ; St Leu de Serrans (1711) ; St Leu de Serans (1724) ; Saint Leu d'Esseran (1736) ; Saint Leu de Seran (1751) ; Saint Leu Desserens sur Oise (1791) ; St Leu Desserent (1791) ; Cote de la Liberté sur Oise (1794) sous la Révolution ; Saint-Leu-d'Esserent (1840) ; Saint Leu en Chaussée (vers 1850).

Saint-Leu est un hagiotoponyme qui fait référence à Loup de Soissons, leu étant la forme picarde du français loup.
Esserent (Hescerent) est le nom d'origine de la localité, le complément Saint-Leu (beati Lupi) apparait lorsque Hugues de Dammartin, seigneur du lieu, donne à l'Abbaye de Cluny la terre qu'il possède à Hescerent. L'Ordre de Cluny envoie alors quelques moines fonder un monastère en l'honneur de Saint-Leu.

## Histoire
Le site a été fréquenté pendant la préhistoire comme en témoignent des silex taillés de l'époque acheuléenne. Une cité gallo-romaine y fut construite dont on a pu retrouver des vestiges puis occupée aux époques mérovingienne et carolingienne. L'église renferme un sarcophage de l'époque mérovingienne contenant les bottes franques d'un paysan, découvert à Thiverny[réf. nécessaire].
En 1081, Hugues, comte de Dammartin, et seigneur du lieu donnera l'église de Hescerent, une chapelle romane du Xe siècle, aux bénédictins de l'ordre de Cluny en remerciement de la rançon qu'ils avaient payée pour sa libération alors qu'il était prisonnier en Palestine. Les moines en firent un prieuré[réf. nécessaire].
En 1358, une révolte éclate avec le meurtre de neuf gentilshommes à Saint-Leu. Cette révolte menée par Guillaume Carle (connu aussi sous le nom de Jacques Bonhomme) s'étendra dans une grande partie de l'actuelle Île-de-France, en Champagne, dans l'Amiénois et dans une partie de la Normandie et sera connue sous le nom de « Grande Jacquerie ».
Pour se protéger des pillages durant la guerre de Cent Ans, les moines fortifièrent le monastère, une partie de ces fortifications est encore visible aujourd'hui. En 1419, 1430 et 1436, les Anglais pillèrent et incendièrent Saint-Leu et son église[réf. nécessaire].
Au XIVe siècle, Saint-Leu était la plus importante bourgade de la châtellenie de Creil[réf. nécessaire].
Pendant la Seconde Guerre mondiale, les carrières de pierre souterraines environnantes furent occupées par les Allemands pour l'assemblage et le stockage de missiles V1. En conséquence, lors de l'opération Crossbow, l'aviation alliée bombarda massivement le bourg et ses environs, détruisant Saint-Leu à 85 %.

## Politique et administration

### Rattachements administratifs et électoraux
La commune se trouve dans l'arrondissement de Senlis du département de l'Oise. Pour l'élection des députés, elle fait partie depuis 1988 de la troisième circonscription de l'Oise.
Elle faisait partie de 1793 à 1973 du canton de Creil, année où elle intègre le canton de Montataire. Dans le cadre du redécoupage cantonal de 2014 en France, ce canton, dont la commune est toujours membre, est modifié, passant de 10 à 15 communes.

### Intercommunalité
La commune était le siège de la petite communauté de communes Pierre - Sud - Oise créée en 2004.
Dans le cadre de la mise en œuvre de la  loi portant nouvelle organisation territoriale de la République (Loi NOTRe) du 7 août 2015, prévoyant que les établissements publics de coopération intercommunale (EPCI) à fiscalité propre doivent avoir un minimum de 15 000 habitants, cette intercommunalité fusionne avec la communauté de l'agglomération creilloise (malgré les souhaits de la municipalité de Saint-Leu-d'Esserent, qui aurait souhaité rejoindre l'aire cantilienne, afin de constituer « une grande intercommunalité du sud de l'Oise en s'associant avec les territoires de Chantilly et Senlis » et en excluant le Creillois).
C'est ainsi qu'est créé la communauté d'agglomération Creil Sud Oise, créée le 1er janvier 2017, dont la commune est désormais membre.

### Politique locale
Début 2018, quatorze élus municipaux, dont cinq maires-adjoints démissionnent de leurs mandats, à la suite de dissensions avec le maire, entraînant l'organisation de nouvelles élections municipales.
Dès le premier tour, qui a lieu le 1er juillet 2018, la liste de Frédéric Besset, maire (SE) de 2008 à 2014, remporte l'élection avec 53,71 % contre 36,61 % à celle de Gilbert Donati (SE), ancien colistier en 2008 d'Alain Blanchard, maire (PCF) de 2001 à 2008, et 9,68 % à la liste du maire sortant, Michel Euverte (SE). La participation s'est élevée à 39,80 %. En janvier 2020, Frédéric Besset, fait savoir qu'il est candidat à sa réélections lors des Municipales de 2020, mais sans que d'autres listes ne se soient fait connaitre.

### Liste des maires
| Période                                  | Période                       | Identité                 | Étiquette | Qualité |
| ---------------------------------------- | ----------------------------- | ------------------------ | --------- | --- |
| Les données manquantes sont à compléter. |                               |                          |           | |
| 1901                                     | 1908                          | Pierre Henri Eclancher   |           | |
| 1908                                     | 1919                          | Désiré Coquatrix         |           | |
| 1919                                     | 1919                          | Pierre Henri Eclancher   |           | |
| 1919                                     | 1925                          | Louis Bréville           |           | |
| 1925                                     | 1932                          | Arthur Lavallée          |           | |
| 1932                                     | 1939                          | Henri Marchois           |           | |
| 1939                                     | 1940                          | Zéphirin Navarre         |           | |
| Les données manquantes sont à compléter. |                               |                          |           | |
| 1945                                     | 1946                          | Henri Marchois           |           | |
| 1946                                     | 1953                          | Charlotte Bachimont      |           | |
| 1953                                     | 1965                          | James Warnery            |           | |
| mars 1965                                | avril 1991                    | Raymonde Carbon          | PCF       | |
| avril 1991                               | mars 2001                     | Danièle Ducros-Partouche | PCF       | |
| mars 2001                                | mars 2008                     | Alain Blanchard          | PCF       | Technicien EDF Conseiller général de Montataire (1994 → 2017)                                                                        |
| mars 2008                                | mars 2014                     | Frédéric Besset          | SE        | Enseignant d'école d'ingénieur Vice-président de la CC Pierre - Sud - Oise (2008 → 2014)                                             |
| mars 2014                                | juillet 2018                  | Michel Euverte           | SE        | Ingénieur Vice-président de la CA Creil Sud Oise (2017 → 2018) Mandat écourté par la démission d'une partie du conseil municipal     |
| juillet 2018                             | En cours (au 12 juillet 2020) | Frédéric Besset          | SE        | Consultant « risques majeurs » à la Sécurité civile Vice-président de la CA Creil Sud Oise (2018 → ) Réélu pour le mandat 2020-2026, |

## Population et société

### Démographie
Ses habitants sont appelés les Lupoviciens.

#### Évolution démographique
L'évolution du nombre d'habitants est connue à travers les recensements de la population effectués dans la commune depuis 1793. Pour les communes de moins de 10 000 habitants, une enquête de recensement portant sur toute la population est réalisée tous les cinq ans, les populations de référence des années intermédiaires étant quant à elles estimées par interpolation ou extrapolation. Pour la commune, le premier recensement exhaustif entrant dans le cadre du nouveau dispositif a été réalisé en 2006.

En 2022, la commune comptait 4 576 habitants, en évolution de −2,35 % par rapport à 2016 (Oise : +0,87 %, France hors Mayotte : +2,11 %).
| 1793  | 1800  | 1806  | 1821  | 1831  | 1836  | 1841  | 1846  | 1851  |
| ----- | ----- | ----- | ----- | ----- | ----- | ----- | ----- | ----- |
| 1 210 | 1 142 | 1 130 | 1 154 | 1 192 | 1 199 | 1 213 | 1 294 | 1 314 |

| 1856  | 1861  | 1866  | 1872  | 1876  | 1881  | 1886  | 1891  | 1896  |
| ----- | ----- | ----- | ----- | ----- | ----- | ----- | ----- | ----- |
| 1 299 | 1 310 | 1 578 | 1 502 | 1 462 | 1 554 | 1 559 | 1 608 | 1 571 |

| 1901  | 1906  | 1911  | 1921  | 1926  | 1931  | 1936  | 1946  | 1954  |
| ----- | ----- | ----- | ----- | ----- | ----- | ----- | ----- | ----- |
| 1 503 | 1 445 | 1 459 | 1 459 | 1 460 | 1 658 | 1 617 | 1 290 | 1 794 |

| 1962  | 1968  | 1975  | 1982  | 1990  | 1999  | 2006  | 2011  | 2016  |
| ----- | ----- | ----- | ----- | ----- | ----- | ----- | ----- | ----- |
| 3 048 | 3 587 | 4 462 | 4 459 | 4 288 | 4 867 | 4 769 | 4 702 | 4 686 |

| 2021  | 2022  | - | - | - | - | - | - | - |
| ----- | ----- | - | - | - | - | - | - | - |
| 4 606 | 4 576 | - | - | - | - | - | - | - |

#### Pyramide des âges
La population de la commune est relativement jeune.
En 2018, le taux de personnes d'un âge inférieur à 30 ans s'élève à 36,0 %, soit en dessous de la moyenne départementale (37,3 %). À l'inverse, le taux de personnes d'âge supérieur à 60 ans est de 23,1 % la même année, alors qu'il est de 22,8 % au niveau départemental.
En 2018, la commune comptait 2 241 hommes pour 2 451 femmes, soit un taux de 52,24 % de femmes, légèrement supérieur au taux départemental (51,11 %).
Les pyramides des âges de la commune et du département s'établissent comme suit.
| Hommes | Classe d’âge | Femmes |
| ------ | ------------ | ------ |
| 0,2    | 90 ou +      | 0,8    |
| 5,5    | 75-89 ans    | 7,2    |
| 15,2   | 60-74 ans    | 17,1   |
| 21,9   | 45-59 ans    | 21,5   |
| 19,7   | 30-44 ans    | 18,7   |
| 17,6   | 15-29 ans    | 16,8   |
| 19,8   | 0-14 ans     | 17,9   |

| Hommes | Classe d’âge | Femmes |
| ------ | ------------ | ------ |
| 0,5    | 90 ou +      | 1,4    |
| 5,5    | 75-89 ans    | 7,6    |
| 15,6   | 60-74 ans    | 16,3   |
| 20,8   | 45-59 ans    | 20     |
| 19,4   | 30-44 ans    | 19,4   |
| 17,6   | 15-29 ans    | 16,2   |
| 20,6   | 0-14 ans     | 19,1   |

### Enseignement
La ville possède[Quand ?] plusieurs établissements scolaires :
- Groupe scolaire Raymonde-Carbon ;
- École maternelle Jean-Macé ;
- École maternelle Jean-Baptiste-Clément ;
- École primaire Jean-Baptiste-Clément ;
- Collège Jules-Vallès.

### Infrastructures sportives
- Stade Thierry-Doret - activité : football.
- Gymnase Jean-Macé - activités : gymnastique, gym. détente, basket-ball, tennis, danse.
- Complexe Pascal-Grousset - activités : football, tennis, basket-ball, badminton, pétanque, athlétisme, tir à l'arc, futsal, judo, aïkido, tennis de table.
- Pas de tir à l'arc : compagnie d'arc avec deux pas de tir et tir en salle.

### Activités culturelles et de loisirs
- École de musique - Batterie, violon, guitare, clarinette, saxophone, trompette, flûte, piano, musique assitée par ordinateur, chant ; orchestres et chorales.
- École de danse - classique et contemporaine.
- Ateliers de loisirs : encadrement, informatique, peinture, théâtre, dessin, yoga.
- Médiathèque Jean-Moulin.

## Culture locale et patrimoine

### Lieux et monuments

#### Monuments historiques

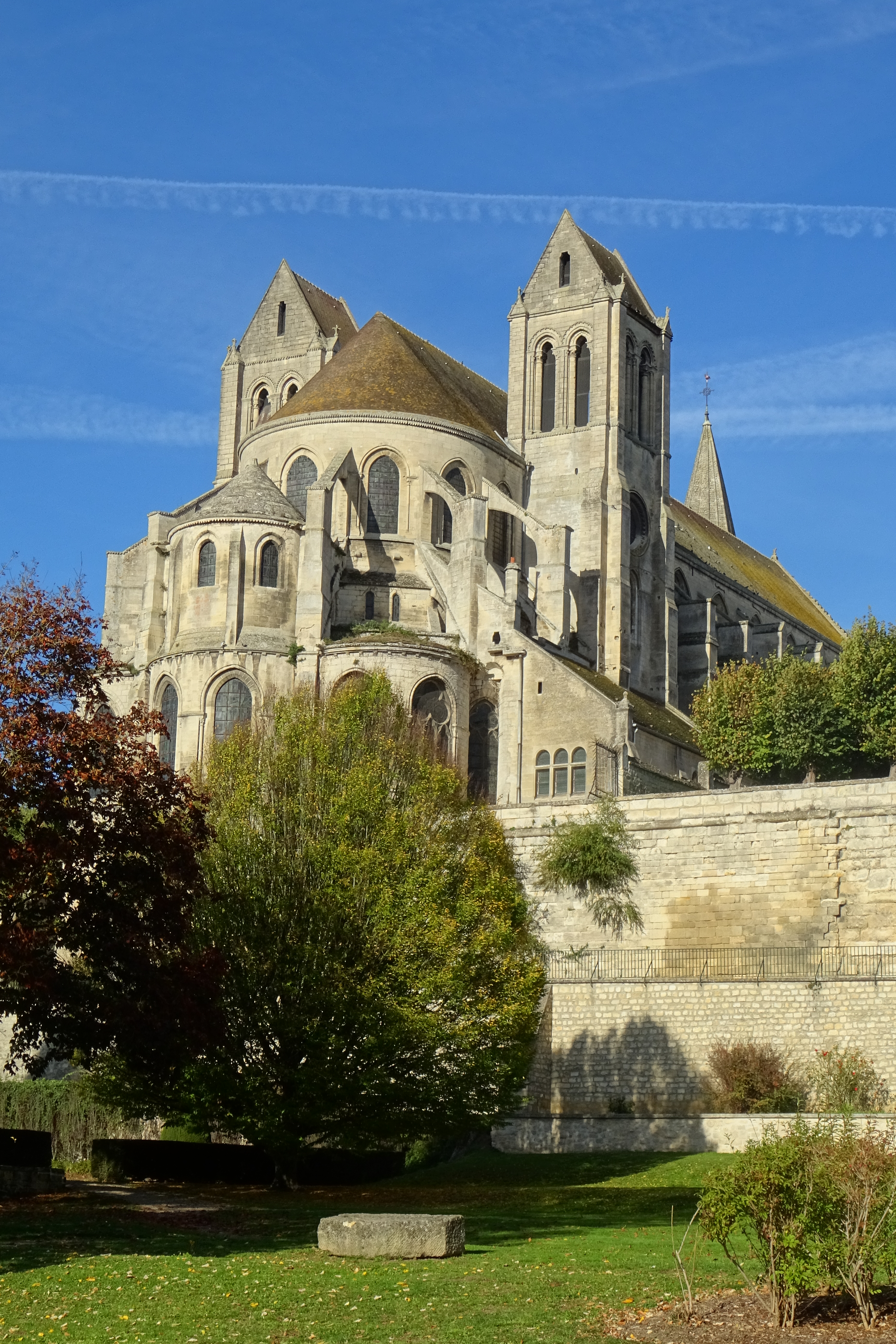
Chevet de l'église, vue depuis le nord-est.

Saint-Leu-d'Esserent compte trois monuments historiques sur son territoire, dont l'un est un ensemble de plusieurs bâtiments (les restes de l'ancien prieuré). Il y avait en outre deux maisons inscrites au titre des monuments historiques, qui ont été en grande partie détruites pendant la Deuxième Guerre mondiale, à savoir une maison du XVIe siècle en face de l'église et une maison près de la rivière
- L'église prieurale, construite entre 1130 et 1200 environ, a été classée monument historique par liste de 1840[49]. Les vestiges du prieuré, qualifié par erreur d'abbaye dans l'arrêté de classement, ont été classés par liste de 1862. Ils comprennent notamment le mur d'enceinte ; une porte romane au nord du parvis de l'église ; une porte fortifiée du XIVe siècle rue du Bourg ; le cloître dont subsiste moins que la partie, au nord de l'église ; les vestiges des bâtiments claustraux, dont trois travées au nord du cloître, quelques arrachements conservés sur des murs, et des parties basses des murs ; le mur médiéval d'un logis souvent considéré comme maison forte ; la cave voûtée dite le Banvin, rue de l'Église ; un cellier au sud-est du logis, en dessous de sa partie détruite ; et un réseau de souterrains issu de la transformation d'anciennes carrières. Concernant l'ancienne exploitation agricole du prieuré, le pigeonnier du XVIIe siècle a quant à lui été inscrit monument historique par arrêté du 16 février 1965[46].

#### Autres éléments du patrimoine
- Le château de la Guesdière, château du XVIIe siècle où est installé l'hôtel de ville, est également l'un des monuments de la ville. Il abrite le musée municipal, ouvert les week-ends de mai à fin septembre[50]. L'une des salles de la mairie affiche une peinture murale réalisée au XVIIe siècle par Marie-Félicie des Ursins, qui habita le château après la décapitation de son mari, Henri II de Montmorency en 1632. Cette peinture est classée au titre objet depuis 1971[51] et possède des jardins à la française.

- Base nautique et de loisirs de 48 hectares et une école de voile agréée « École française de voile ».

### Personnalités liées à la commune
- La maison de Dammartin-Montdidier, en particulier Hugues de Dammartin, bienfaiteur du prieuré, et la maison de Mello, héritière de la précédente comme seigneurs du lieu, en particulier Renaud de Dammartin, mort en 1227, inhumé dans la prieurale.
- Maud de Belleroche (1922-2017), femme de lettres, s'y est mariée.
- Louise Tilleke (née en 1980), artiste plasticienne, y vécut.
- Jim Morrison (1943-1971, USA), poète et chanteur du groupe The Doors il fut photographié pour la dernière fois à la terrasse de "L'Auberge de l'Oise" aux côtés de sa compagne Pamela Courson. Il décèdera quelques jours plus tard à Paris où il fut enterré.

### Héraldique
| Armes de Saint-Leu-d'Esserent | Les armes de Saint-Leu-d'Esserent se blasonnent ainsi : Fascé d'argent et d'azur de six pieces, bordé de gueules |